# Droit de tendance
 (août 2023).
Si vous disposez d'ouvrages ou d'articles de référence ou si vous connaissez des sites web de qualité traitant du thème abordé ici, merci de compléter l'article en donnant les références utiles à sa vérifiabilité et en les liant à la section « Notes et références ».
Le droit de tendance permet aux adhérents d'une organisation (syndicale, associative, politique) de se constituer en groupe interne, c'est-à-dire de se regrouper autour d'idéaux, de pratiques ou de personnages charismatiques, pour, au sein de cette organisation, faire progresser ses idées et se présenter aux échéances internes. Yves Poirmeur donne cette définition : « les tendances sont des regroupements partiels et stables d’adhérents d’un parti politique ou d’un syndicat, qui défendent des positions communes en souhaitant les voir adopter par l’ensemble. Elles sont en compétition les unes avec les autres pour exercer une influence sur les organes de direction, sur la formulation de sa politique, sur la sélection de ses dirigeants et la désignation de ses représentants (…). En tant que groupes organisés et durables, elles induisent chez ceux qui s’investissent en elles des comportements stables et distinctifs et apparaissent donc comme des entités sociales individualisées. »
Suivant les organisations, les tendances ou les courants peuvent bénéficier de tribunes dans les publications internes, d'une apparition extérieure, notamment médiatique, d'une représentation dans les instances de l'organisation liée aux votes du congrès. C'est notamment le cas dans la FEN (1946-1992), au Parti Socialiste, à EELV et à la FSU. Les tendances peuvent s'organiser, au niveau national ou local, au sein d'un collectif ou d'une association loi de 1901 (par exemple, la tendance École Émancipée de la FSU).
Certaines organisations refusent la constitution de tendances afin d'éviter de créer artificiellement des divisions internes. Pour eux, les clivages qu'entrainent ces tendances ne sont pas propices à la cohésion de l'organisation et conduisent à des tensions internes. De plus, les logiques de tendances auraient pour effet de mettre en place une opposition systématique entre groupe majoritaire et groupe minoritaire. Oppositions qui supplanteraient souvent les débats d'idées.
Laurent Frajerman considère que le pluralisme interne est inévitable dans les organisations, les directions choisissant de le refouler ou de l'encadrer. Selon lui, les minorités peuvent revêtir plusieurs formes, selon une gradation continue : sensibilités, courants ou tendances. La dénomination « sensibilité » recouvre des regroupements affinitaires discrets, quelquefois à la limite de la clandestinité. Les sensibilités se retrouvent dans les organisations monolithiques. Les formes prises par un courant sont floues, informelles, autorisant une certaine fluidité des positions des militants, tandis que terme « tendance » désigne des groupes structurés, disposant par exemple d’un fichier et d’un bulletin. Les tendances et les fractions représentent le même phénomène, caractérisé péjorativement dans le cas de la fraction, souvent lorsque son activité fait courir le risque d'une scission.